# Gnotus hyperae
Gnotus hyperae är en stekelart som beskrevs av Kusigemati 1990. Gnotus hyperae ingår i släktet Gnotus och familjen brokparasitsteklar. Inga underarter finns listade i Catalogue of Life.